# Centro (São Mateus)
Centro é um bairro do município de São Mateus, estado do Espírito Santo. Contava em 2010 com 2932 habitantes.